# Keine Grenzen (album)
Keine Grenzen – debiutancki album studyjny niemiecko-polskiego zespołu Troje, wydany 16 czerwca 2003 roku nakładem wytwórni Koch Universal, wyprodukowany przez Andre'a Franke'a i Joachima Horn-Berngesa. 

## Single
Album Keine Grenzen promowały trzy single:
- „Keine Grenzen” – utwór wydany jako singel w styczniu 2003 roku. W tym samym roku reprezentował Polskę podczas 48. Konkursu Piosenki Eurowizji, na którym zajął ostatecznie 7. miejsce w finale[3][4].
- „Liebe macht Spaß” – utwór wydany jako singiel w lutym 2003 roku. Został zgłoszony do niemieckich selekcji do 48. Konkursu Piosenki Eurowizji, w których zajął ostatecznie 6. miejsce[5].
- „Ebbe und Flut” – utwór wydany jako singel w 2003 roku[6].

## Lista utworów
Na albumie znalazło się trzynaście utworów. Muzykę do większości z nich skomponował Andre Franke (Jacek Łągwa stworzył linię melodyczną do „Sag mir” i „Nicht mit mir”, a Joachim Horn-Bernges – do „Ebbe und Flut”), natomiast tekst do każdej piosenki stworzył Horn-Bernges, we współpracy z Łągwą i Michałem Wiśniewskim („Sag mir”, „Keine Grenzen”, „Nicht mit mir”):
1. „Ebbe und Flut” – 4:04
2. „Sag mir” – 4:04
3. „Keine Grenzen” (wersja niemiecka) – 3:03
4. „S.O.S.” – 3:35
5. „Ganz ich selbst” – 3:56
6. „Heute Nacht” – 4:02
7. „Nur mit dir” – 3:35
8. „Du bist so nah” – 3:31
9. „Liebe macht Spaß” – 3:00
10. „Das ist mein Traum” – 3:10
11. „Nicht mit mir” – 3:38
12. „Nackter Wahnsinn” – 3:38
13. „Keine Grenzen – Żadnych granic” (wersja eurowizyjna) – 3:04